# Graham Clark
Graham Clark   (Littleborough, 10 de novembre de 1941 - 6 de juliol de 2023) fou un tenor d'òpera anglès. Era conegut principalment per papers de caràcter com Loge i Mime (L'anell del nibelung, de Richard Wagner) o el Capità de Wozzeck (Alban Berg). Cantà sovint al Gran Teatre del Liceu, així com al Festival de Bayreuth i a la Metropolitan Opera de Nova York. El 1986 va guanyar el premi Olivier pel seu paper de Mefistòfil a l'obra Doktor Faust de Ferruccio Busoni.
Clark, abans de dedicar-se a l'òpera, va ser professor de gimnàstica. Això va fer que les seves interpretacions operístiques tinguessin un important component físic.

## Biografia
Clark va estudiar a la Kirkham Grammar School - on va ser capità de l'escola - Loughborough College of Education i Loughborough University. Després d'uns anys com a professor d'Educació Física, seguits d'estudis de postgrau i després com a Oficial Regional Superior del Consell d'Esports, es va dedicar al cant. La seva gran oportunitat va arribar quan va ser seleccionat per Richard Bonynge per aparèixer en una gala benèfica a The Royal Opera House, Covent Garden el 25 de gener de 1975 amb Joan Sutherland, Heather Begg, Clifford Grant i altres en ajuda de la ciutat australiana de Darwin, recentment devastada pel cicló Tracy. El concert va ser televisat i emès en LP per Decca com "Darwin: Song for a City".
El 1975 es va incorporar a l'Scottish Opera, va ser director de l'English National Opera de 1977 a 1985 i ha tingut una àmplia carrera internacional de 1976 a 2019. Ha estat nominat tres vegades com a Assoliment individual destacat a l'òpera. Premis, inclosa una nominació a l'Emmy pel seu paper a la producció d'estrena de Els fantasmes de Versalles de John Corigliano al Metropolitan Opera el 1991-1992 i va guanyar el Premi Olivier a l'èxit destacat a l'òpera el 1986 pel seu paper de Mefistòfeles a Doctor Faust.
L'any 1999 va rebre el títol de Doctor Honoris Causa en Lletres per la Universitat de Loughborough.
Va ser diagnosticat amb càncer de bufeta i va lluitar contra la malaltia durant uns 20 anys, amb diverses cirurgies. Va morir, amb 81 anys, el 6 de juliol de 2023.